# Kostelní náměstí (Prachatice)
Kostelní náměstí je veřejné prostranství v historickém středu Prachatic v Jihočeském kraji. Leží na stejné parcele jako hlavní Velké náměstí v Městské památkové rezervaci Prachatice. Naopak s Malým náměstím ho spojuje Dolní brána.

## Historie a popis
Náměstí vzniklo v polovině 15. století po vestavbě bloku měšťanských domů, která zmenšila plochu hlavního náměstí a naopak dala spolu s Poštovní a Křišťanovou ulicí vzniknout náměstí Kostelnímu. Na jedné z tabulek, jež byly objednány v roce 1894, je uveden název Kirchenplatz, avšak německé jméno náměstí se na plánu města z roku 1837 neobjevuje.
Neodmyslitelnou součást náměstí tvoří kostel sv. Jakuba Většího, u jehož čelní strany roste javor klen, jež se sem pravděpodobně dostal jako náletová rostlina. Dalšími památkami jsou domy čp. 28 a 29 (tzv. Heydlův dům) se zdobenými štíty s cimbuřím a sgrafity.
V roce 2000 spolu s rekonstrukcí Velkého náměstí proběhla i úprava náměstí Kostelního, a to spolu se záchranným archeologickým výzkumem.

## Další fotografie

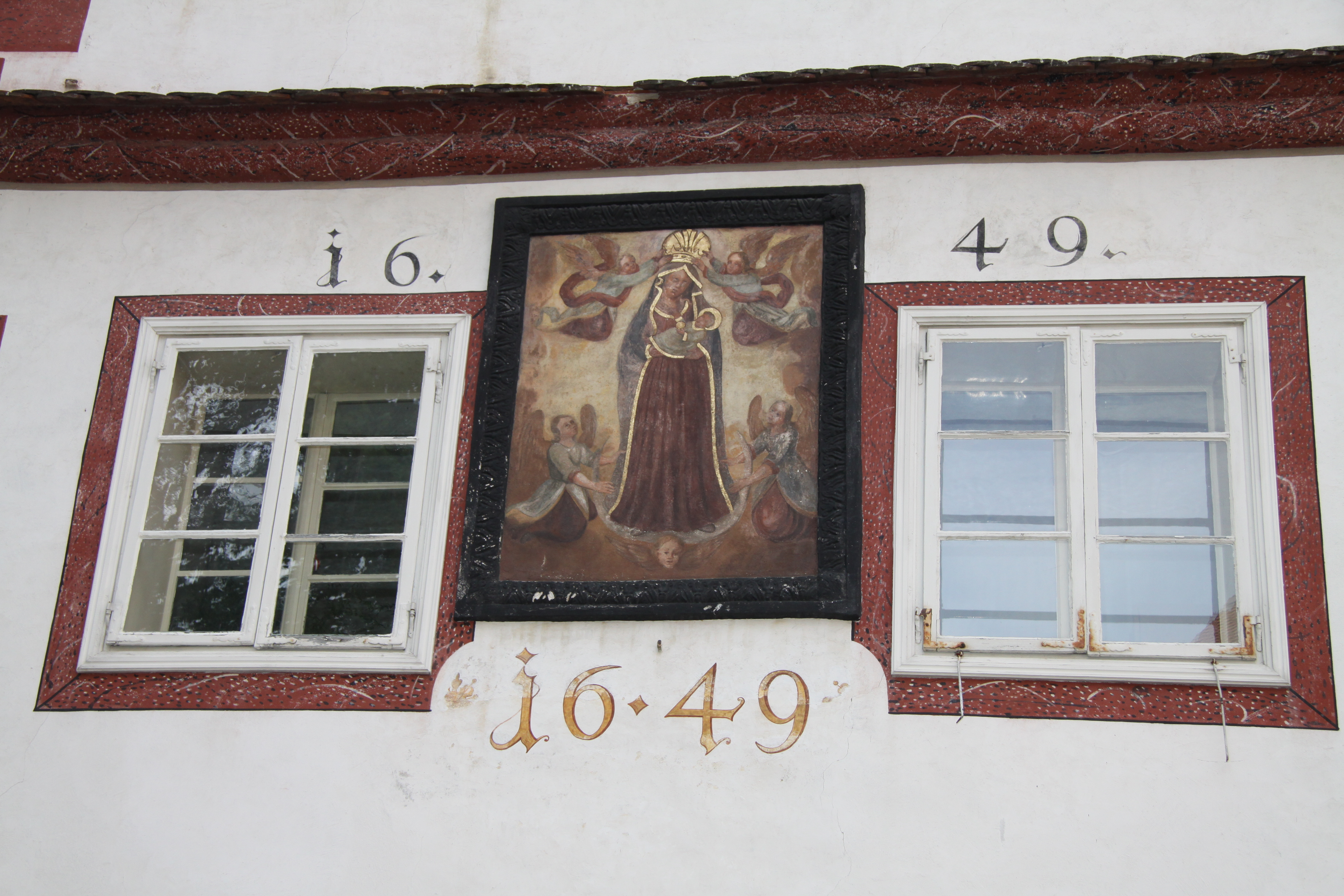
Freska s datací 1649 na domu čp. 34
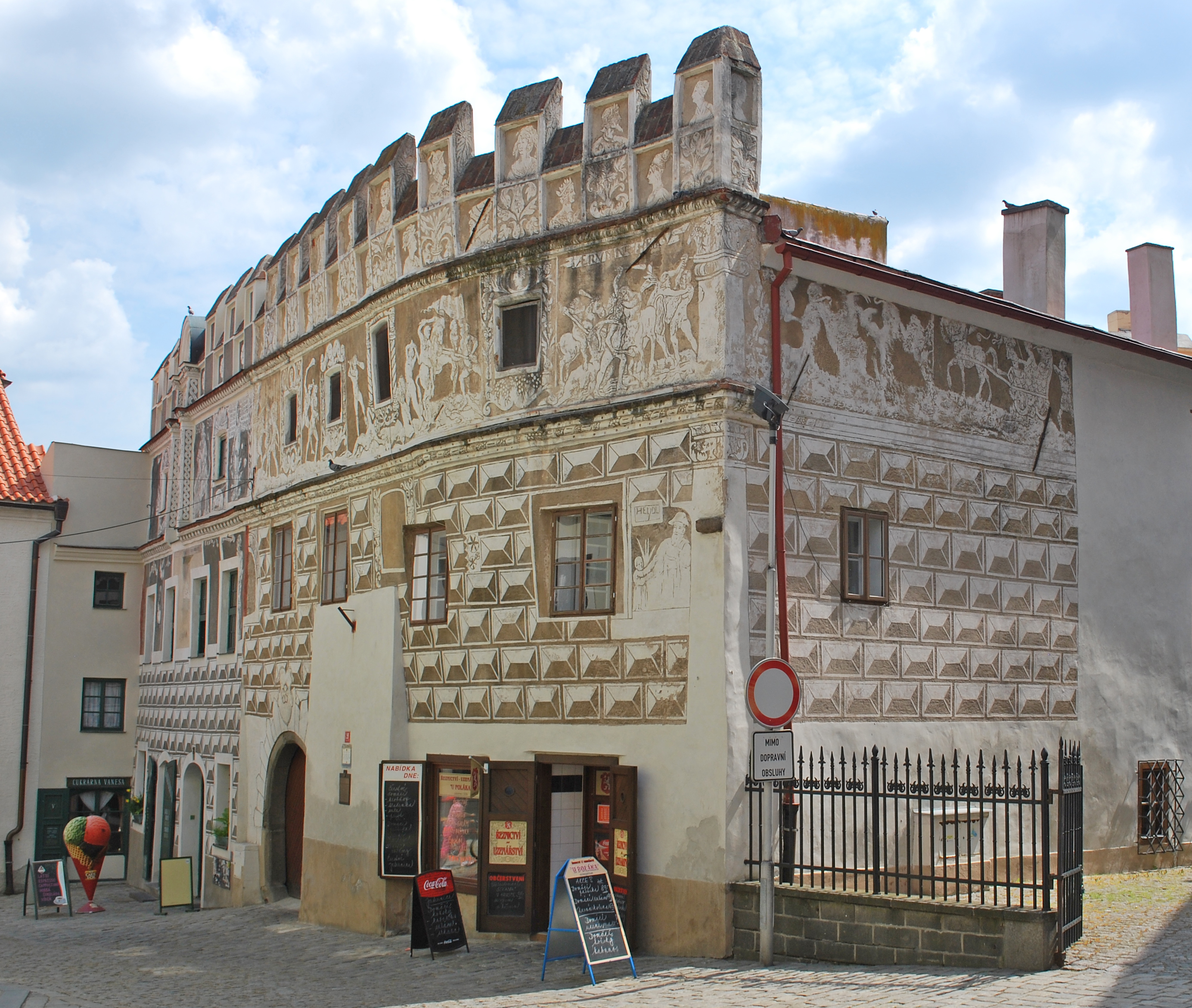
Heydlův dům
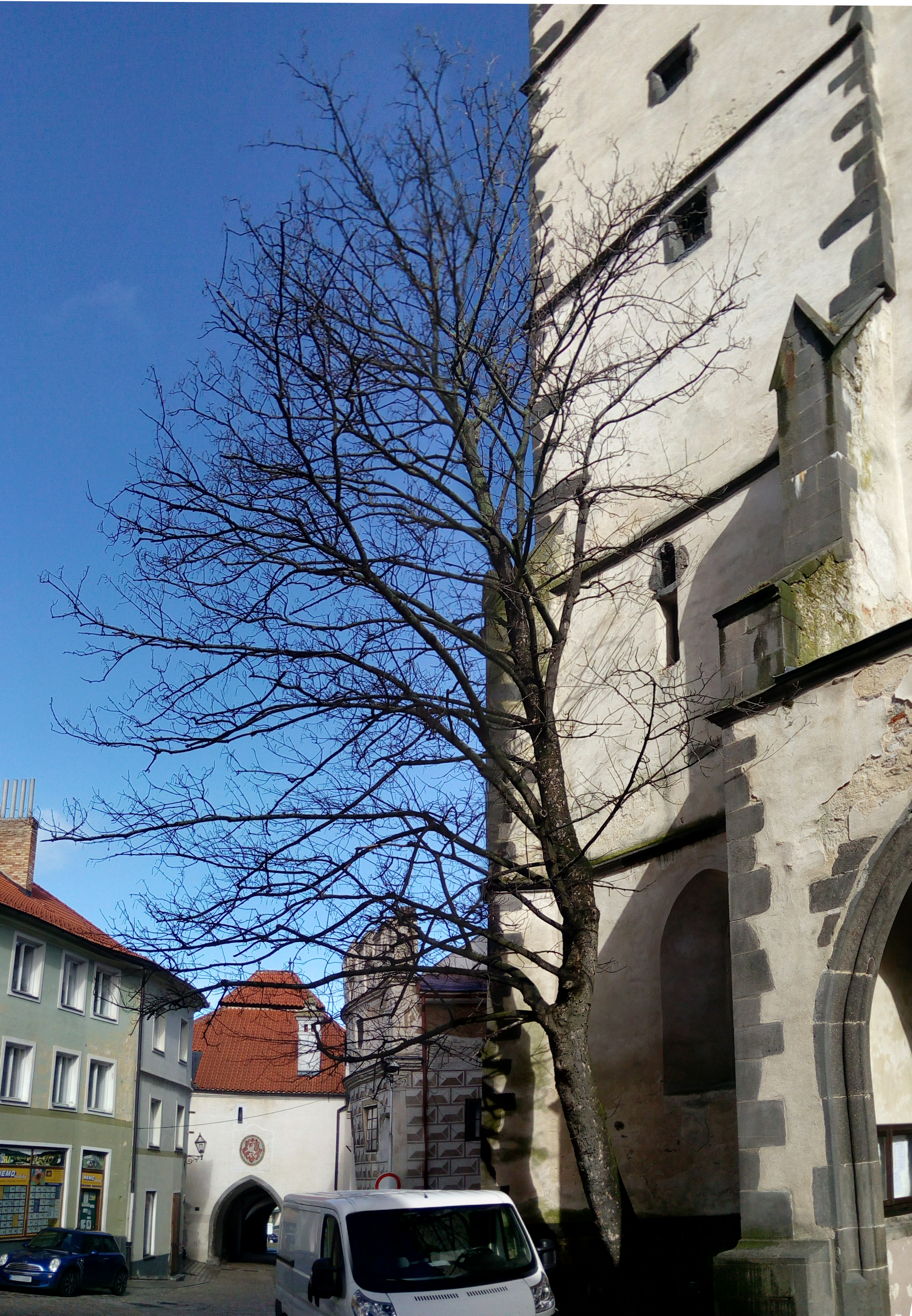
Javor klen před kostelem sv. Jakuba